# Bob Spaak

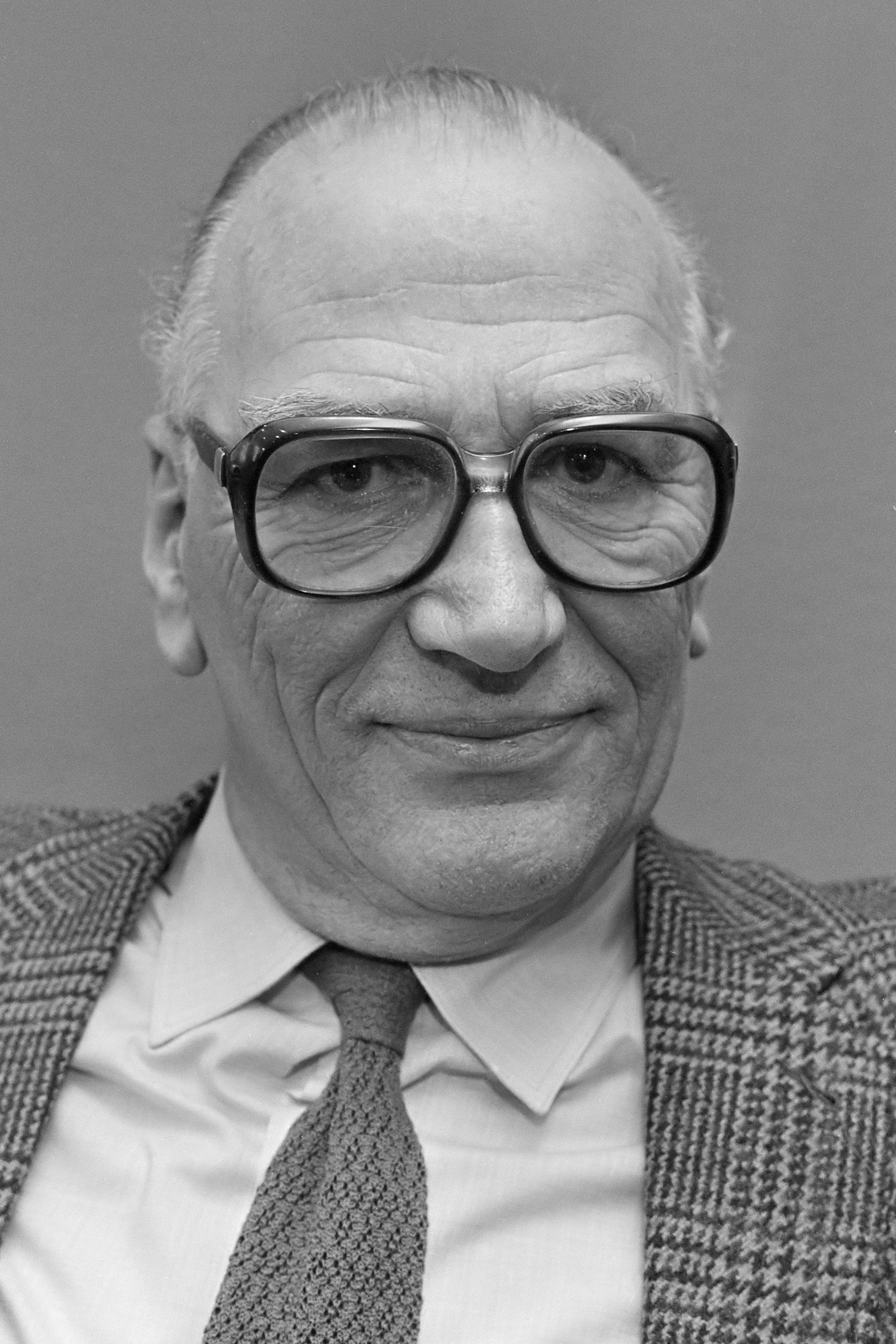
Bob Spaak (1984)

Egbert „Bob“ Spaak (* 1917 in Amsterdam; † 11. Juni 2011 in Nieuw-Loosdrecht) war ein niederländischer Leichtathlet und Sportjournalist.

## Karriere
Spaak war in den 1930er Jahren als Leichtathlet erfolgreich. Mit der 4-mal-100-Meter-Staffel des Amsterdamse Atletiek Club (AAC) wurde er zweimal Niederländischer Meister. Seine persönliche Bestzeit lag bei 10,8 Sekunden.
Während der deutschen Besatzung arbeitete Spaak zeitweilig in einem Versicherungsbüro. Nach dem Krieg begann Spaak seine journalistische Laufbahn als Redakteur bei Het Vrije Volk in Amsterdam. 1955 wurde er Hörfunk- und Fernseh-Sportreporter bei VARA, für die er die Hörfunksendungen Zondag Sportjournaal und Tussen Start en Finish moderierte und beim Magazin Sport in Beeld arbeitete. 1965 war er für ein Jahr bei der Fußballzeitschrift Voetbal International tätig und übernahm 1966 die Sportredaktion der NTS, Vorläuferin der NOS. Unter seiner Leitung wurde Sport in Beeld zu NTS Sport (ab 1969 NOS Studio Sport) weiterentwickelt, das er am Sonntagabend auch moderierte. Spaak war Redaktionsleiter, Reporter und Kommentator der größten niederländischen Sportsendung, der von allen wichtigen Sportereignissen wie den Olympischen Spielen berichtete.
Auch als Kommentator von Fußballspielen machte Spaak sich einen Namen. Sein wohl bekanntester Kommentar eines Spiels war das Europapokalspiel zwischen Feijenoord und Real Madrid im September 1965. Nachdem Nationalspieler Coen Moulijn heftig gefoult worden war – in dieser Zeit noch nicht unbedingt der Fußballalltag –, gingen Moulijn und seine Mannschaftskameraden auf seinen Gegenspieler Vicente Miera los. Das Spiel drohte innerhalb von Sekunden kurzfristig aus den Fugen zu geraten. Spaak kommentierte: „Coen, Coen, beherrsche dich bitte! Kinder, Kinder, das kann doch nicht wahr sein, was für ein abscheuliches Schauspiel!“
1982 ging Spaak in Pension.

## Veröffentlichungen
- Sport voor Sport, Geïllustreerde Salamander Querido, Amsterdam 1958
- Goden in het stadion, Salamander, Amsterdam 1964
- Schaatskampioenschappen 68. Logboek van Bob Spaak voor Oslo, Grenoble en Gothenburg, Albert Heijn, 1968
- Johan Derksen, Bob Spaak et al., Het Nederlands Elftal 1905–1989. De historie van Oranje, Weekbladpers BV/Voetbal International, Amsterdam 1989, ISBN 90-236-7211-9